# Grande Prêmio de San Marino de 2005
O Grande Prêmio de San Marino de 2005 foi uma corrida de Fórmula 1 realizada em 24 de abril de 2005 no Autódromo Enzo e Dino Ferrari. Esta foi a quarta etapa da temporada de 2005, tendo como vencedor o espanhol Fernando Alonso.

## Resumo
- Vitantonio Liuzzi substituiu Christian Klien no segundo carro da Red Bull, para essa e as duas corridas seguintes; após acordo unânime entre as equipes, Klien teve a permissão de correr com o carro 37 pela Red Bull nos treinos de sexta-feira.
- Alexander Wurz dirigiu o segundo carro da McLaren-Mercedes,  no lugar de Juan Pablo Montoya, contundido.
- Durante a primeira sessão de classificação no sábado, a Red Bull anunciou que eles usariam os motores da Ferrari por dois anos, começando com a temporada de 2006.
- Esse foi o 100º pódio de Michael Schumacher pela Ferrari — um recorde da F1 para um piloto com o mesmo time — assim como o 200º segundo lugar na chegada — outro recorde histórico da F1.

## Pilotos de sexta-feira
| Construtor        | Nº | Piloto            |
| ----------------- | -- | ----------------- |
| McLaren-Mercedes  | 35 | Pedro de la Rosa  |
| Sauber-Petronas   | 36 | Can Artam         |
| Red Bull-Cosworth | 37 | Christian Klien   |
| Toyota            | 38 | Ricardo Zonta     |
| Jordan-Toyota     | 39 | Robert Doornbos   |
| Minardi-Cosworth  | 40 | Juan Cruz Álvarez |

## Classificação

### Treinos oficiais
| Pos.   | Nº | Piloto               | Equipe            | Q1       | Q2        | Q1+Q2     | Grid |
| ------ | -- | -------------------- | ----------------- | -------- | --------- | --------- | ---- |
| 1      | 9  | Kimi Räikkönen       | McLaren-Mercedes  | 1:19.886 | 1:22.994  | 2:42.880  | 1    |
| 2      | 5  | Fernando Alonso      | Renault           | 1:19.889 | 1:23.552  | 2:43.441  | 2    |
| 3      | 3  | Jenson Button        | BAR-Honda         | 1:20.464 | 1:23.641  | 2:44.105  | 3    |
| 4      | 7  | Mark Webber          | Williams-BMW      | 1:20.442 | 1:24.069  | 2:44.511  | 4    |
| 5      | 16 | Jarno Trulli         | Toyota            | 1:20.492 | 1:24.026  | 2:44.518  | 5    |
| 6      | 4  | Takuma Sato          | BAR-Honda         | 1:20.851 | 1:23.807  | 2:44.658  | 6    |
| 7      | 10 | Alexander Wurz       | McLaren-Mercedes  | 1:20.632 | 1:24.057  | 2:44.689  | 7    |
| 8      | 12 | Felipe Massa         | Sauber-Petronas   | 1:20.593 | 1:24.337  | 2:44.930  | 18†  |
| 9      | 8  | Nick Heidfeld        | Williams-BMW      | 1:20.807 | 1:24.389  | 2:45.196  | 8    |
| 10     | 2  | Rubens Barrichello   | Ferrari           | 1:20.892 | 1:24.348  | 2:45.240  | 9    |
| 11     | 17 | Ralf Schumacher      | Toyota            | 1:20.994 | 1:24.422  | 2:45.416  | 10   |
| 12     | 11 | Jacques Villeneuve   | Sauber-Petronas   | 1:20.999 | 1:25.260  | 2:46.259  | 11   |
| 13     | 6  | Giancarlo Fisichella | Renault           | 1:21.708 | 1:25.002  | 2:46.710  | 12   |
| 14     | 1  | Michael Schumacher   | Ferrari           | 1:20.260 | 1:26.984  | 2:47.244  | 13   |
| 15     | 14 | David Coulthard      | Red Bull-Cosworth | 1:21.632 | 1:26.438  | 2:48.070  | 14   |
| 16     | 15 | Vitantonio Liuzzi    | Red Bull-Cosworth | 1:21.804 | 1:26.351  | 2:48.155  | 15   |
| 17     | 19 | Narain Karthikeyan   | Jordan-Toyota     | 1:23.123 | 1:28.976  | 2:52.099  | 16   |
| 18     | 18 | Tiago Monteiro       | Jordan-Toyota     | 1:25.100 | 1:29.152  | 2:54.252  | 17   |
| 19     | 20 | Patrick Friesacher   | Minardi-Cosworth  | 1:26.484 | 1:30.564  | 2:57.048  | 19   |
| 20     | 21 | Christijan Albers    | Minardi-Cosworth  | 1:25.921 | sem tempo | sem tempo | 20   |
| Fonte: |    |                      |                   |          |           |           |      |

### Corrida
| Pos.   | Nº | Piloto               | Construtor        | Voltas | Tempo/Diferença | Grid | Pontos     |
| ------ | -- | -------------------- | ----------------- | ------ | --------------- | ---- | ---------- |
| 1      | 5  | Fernando Alonso      | Renault           | 62     | 1:27:41.921     | 2    | 10         |
| 2      | 1  | Michael Schumacher   | Ferrari           | 62     | + 0.215         | 13   | 8          |
| DSQ    | 3  | Jenson Button        | BAR-Honda         | 62     | + 10.481        | 3    | [ nota 3 ] |
| 3      | 10 | Alexander Wurz       | McLaren-Mercedes  | 62     | + 27.554        | 7    | 6          |
| DSQ    | 4  | Takuma Sato          | BAR-Honda         | 62     | + 34.783        | 6    | [ nota 3 ] |
| 4      | 11 | Jacques Villeneuve   | Sauber-Petronas   | 62     | + 1:04.442      | 11   | 5          |
| 5      | 16 | Jarno Trulli         | Toyota            | 62     | + 1:10.258      | 5    | 4          |
| 6      | 8  | Nick Heidfeld        | Williams-BMW      | 62     | + 1:11.282      | 8    | 3          |
| 7      | 7  | Mark Webber          | Williams-BMW      | 62     | + 1:23.297      | 4    | 2          |
| 8      | 15 | Vitantonio Liuzzi    | Red Bull-Cosworth | 62     | + 1:23.764      | 15   | 1          |
| ‡ 9    | 17 | Ralf Schumacher      | Toyota            | 62     | + 1:35.841      | 10   | [ nota 4 ] |
| 10     | 12 | Felipe Massa         | Sauber-Petronas   | 61     | + 1 volta       | 18   |            |
| 11     | 14 | David Coulthard      | Red Bull-Cosworth | 61     | + 1 volta       | 14   |            |
| 12     | 19 | Narain Karthikeyan   | Jordan-Toyota     | 61     | + 1 volta       | 16   |            |
| 13     | 18 | Tiago Monteiro       | Jordan-Toyota     | 60     | + 2 voltas      | 17   |            |
| Ret    | 21 | Christijan Albers    | Minardi-Cosworth  | 20     | Pane hidráulica | 20   |            |
| Ret    | 2  | Rubens Barrichello   | Ferrari           | 18     | Pane elétrica   | 9    |            |
| Ret    | 9  | Kimi Räikkönen       | McLaren-Mercedes  | 9      | Câmbio          | 1    |            |
| Ret    | 20 | Patrick Friesacher   | Minardi-Cosworth  | 8      | Embreagem       | 19   |            |
| Ret    | 6  | Giancarlo Fisichella | Renault           | 5      | Acidente        | 12   |            |
| Fonte: |    |                      |                   |        |                 |      |            |

## Tabela do campeonato após a corrida
| Pos.   | Piloto               | Pontos |
| ------ | -------------------- | ------ |
| 1      | Fernando Alonso      | 36     |
| 2      | Jarno Trulli         | 20     |
| 3      | Giancarlo Fisichella | 10     |
| 4      | Michael Schumacher   | 10     |
| 5      | Nick Heidfeld        | 9      |
| Fonte: |                      |        |

| Pos.   | Equipe           | Pontos |
| ------ | ---------------- | ------ |
| 1      | Renault          | 46     |
| 2      | Toyota           | 29     |
| 3      | McLaren-Mercedes | 25     |
| 4      | Ferrari          | 18     |
| 5      | Williams-BMW     | 18     |
| Fonte: |                  |        |

- Nota: Somente as primeiras cinco posições estão listadas.